# 张老
张老（？—？），春秋时期晋国人，张氏。
前573年，晋悼公即位，任命士渥浊做太傅，祁奚做中军尉，羊舌职辅佐；魏绛做司马，张老做候奄（侦察长），铎遏寇做上军尉，籍偃为上军尉司马，程郑做乘马御。弁纠驾御战车，荀宾作为车右。 前570年，士鲂与张老阻止晉悼公懲罰因執法處死晉悼公弟弟揚干車夫的魏絳。悼公体会到了魏绛忠于职守，重赏了魏绛、士鲂、张老。以张老为中军司马，士富为候奄。